# Sagar (Karnataka)
Sagar è una città dell'India di 50.115 abitanti, situata nel distretto di Shimoga, nello stato federato del Karnataka. In base al numero di abitanti la città rientra nella classe II (da 50.000 a 99.999 persone).

## Geografia fisica
La città è situata a 14° 10' 21 N e 75° 02' 03 E.

## Società

### Evoluzione demografica
Al censimento del 2001 la popolazione di Sagar assommava a 50.115 persone, delle quali 25.158 maschi e 24.957 femmine. I bambini di età inferiore o uguale ai sei anni assommavano a 5.736, dei quali 2.889 maschi e 2.847 femmine. Infine, coloro che erano in grado di saper almeno leggere e scrivere erano 39.387, dei quali 20.730 maschi e 18.657 femmine.